# Brian Slagel
Brian Slagel (ur. 14 lutego 1961) – założyciel i dyrektor generalny wytwórni muzycznej Metal Blade Records. Slagel znany jest z umożliwienia zespołowi Metallica zamieszczenia pierwszego jej utworu na składance Metal Massacre wydanej przez Metal Blade Records. Od tego czasu Slagel wydawał ważniejsze albumy takich zespołów, jak Slayer, Mercyful Fate, Cannibal Corpse, Fates Warning, Amon Amarth, czy The Black Dahlia Murder.

## Życiorys
Slagel dorastał w kalifornijskim mieście Woodland Hills, a w latach wzrastającej popularności muzyki heavymetalowej, będąc nastolatkiem, podjął pracę w sklepie z wydawnictwami rockowymi Oz Records. W czasie pojawienia się trendu New Wave of British Heavy Metal zespoły takie, jak Iron Maiden, Def Leppard, czy Diamond Head były – poza podziemną siecią wymiany kaset – praktycznie nieznane w Stanach Zjednoczonych. Slagel zaczął importować do USA nagrania nurtu NWOBHM. Zauważywszy zainteresowanie publiki europejską muzyką metalową, zapoczątkował działalność pierwszego fanzinu, „The New Heavy Metal Revue”. Fanzin zaczął zyskiwać grono czytelników, zaś sam Slagel podjął pracę jako współredaktor czasopism Kerrang!, Sounds i innych.
W roku 1982 Slagel zorganizował wydanie składanki zawierającej nagrania miejscowych kapel metalowych z okolic Los Angeles, pod tytułem „The New Heavy Metal Revue Presents Metal Massacre”. Na wydawnictwie znalazły się pierwsze utwory zespołów Ratt, Steeler, Black 'n Blue, Malice, Avatar, Cirith Ungol, Bitch i Metallica. Płyta szybko wyprzedała się w wytłoczonym nakładzie 5 tysięcy egzemplarzy, zaś w roku 1983 na jej wydanie podpisano kontrakt z Elektra Records. Slagel założył wytwórnię Metal Blade Records w rok 1982, wydając nagrania takich wykonawców, jak Warlord, Bitch i Armored Saint, jak też płytę Show No Mercy zespołu Slayer, który w skali światowej osiągnął nakład 40 tysięcy egzemplarzy.
Wytwórnia Metal Blade rozrosła się, współpracując z zespołami Trouble, Flotsam and Jetsam, GWAR, Sacred Reich i Corrosion of Conformity. Mimo rosnącego portfolio wykonawców, Slagel samodzielnie zarządzał firmą do roku 1988.
Pod koniec lat 80. XX wieku muzyka heavymetalowa przeżyła nagły rozkwit, zaś artyści nagrywający dla Metal Blade zaczęli przenosić się do ważniejszych wytwórni płytowych. Po wygaśnięciu umowy z Enigma Records, Metal Blade podpisało umowę z Warner Bros Records na dystrybucję i sprzedaż niektórych niezależnych wydawnictw wytwórni; niedługo później Warner został wykupiony przez Time, Inc. i włączony do wytwórni Warner Music Group. Wydany w tym okresie przez WMG album Cop Killer zespołu Body Count budził w tym czasie kontrowersje, a po ostrych reakcjach społecznych kontrakt artysty z wytwórnią został rozwiązany. W wyniku tego zdarzenia, WMG wprowadziła zasady regulujące kontrowersyjne teksty wydawanych przez wytwórnię albumów, posuwając się do próby ocenzurowania płyty zespołu GWAR „America Must Be Destroyed”. Nie chcąc naruszać spójności przekazu artystów reprezentowanych przez Metal Blade, Slagel rozstał się z WMG w roku 1992, oddając Warnerowi prawo do wydawania materiału Goo Goo Dolls, ale zyskując umowę na wydawanie muzyki RED Distribution.
Do roku 2010 Metal Blade była jedną z największych niezależnych wytwórni wydających muzykę heavymetalową, mając w swoim portfolio ponad 30 zespołów. Sam Slagel wystąpił w filmie dokumentalnym Metal: A Headbanger’s Journey, w wątku poświęconym blokowaniu sprzedaży wydawnictw zespołu Cannibal Corpse w wielu krajach, jak też w odcinku serialu Metal Evolution, poświęconym thrash metalowi.